# Beybienkoa missima
Beybienkoa missima är en kackerlacksart som beskrevs av Roth, L. M. 1999. Beybienkoa missima ingår i släktet Beybienkoa och familjen småkackerlackor.
Artens utbredningsområde är Papua Nya Guinea. Inga underarter finns listade.